# Adelphomyia macrotrichiata
Adelphomyia macrotrichiata är en tvåvingeart som först beskrevs av Alexander 1923.  Adelphomyia macrotrichiata ingår i släktet Adelphomyia och familjen småharkrankar. Inga underarter finns listade i Catalogue of Life.